# Quạt tay

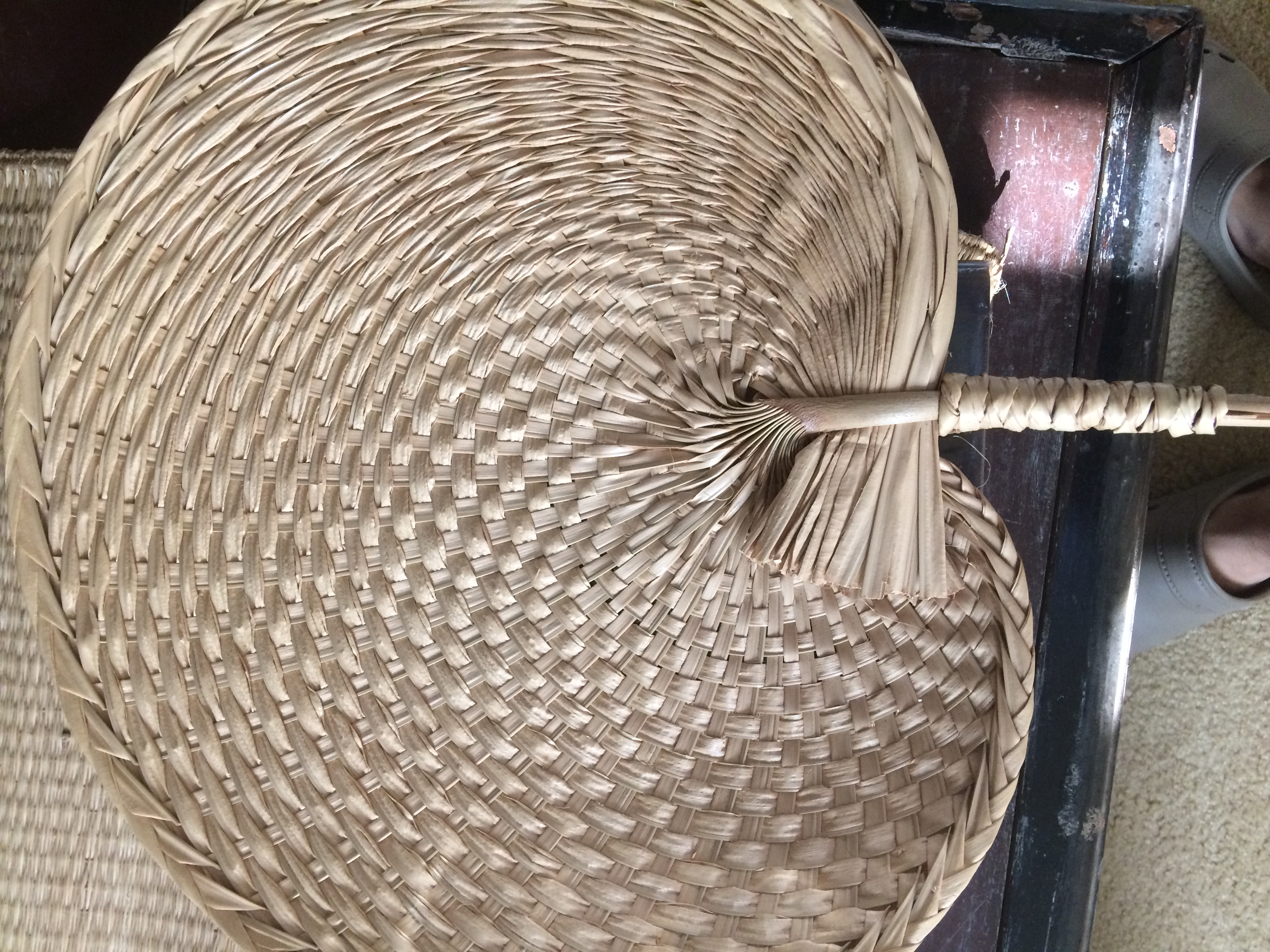
Quạt của người Việt đan bằng lá gồi

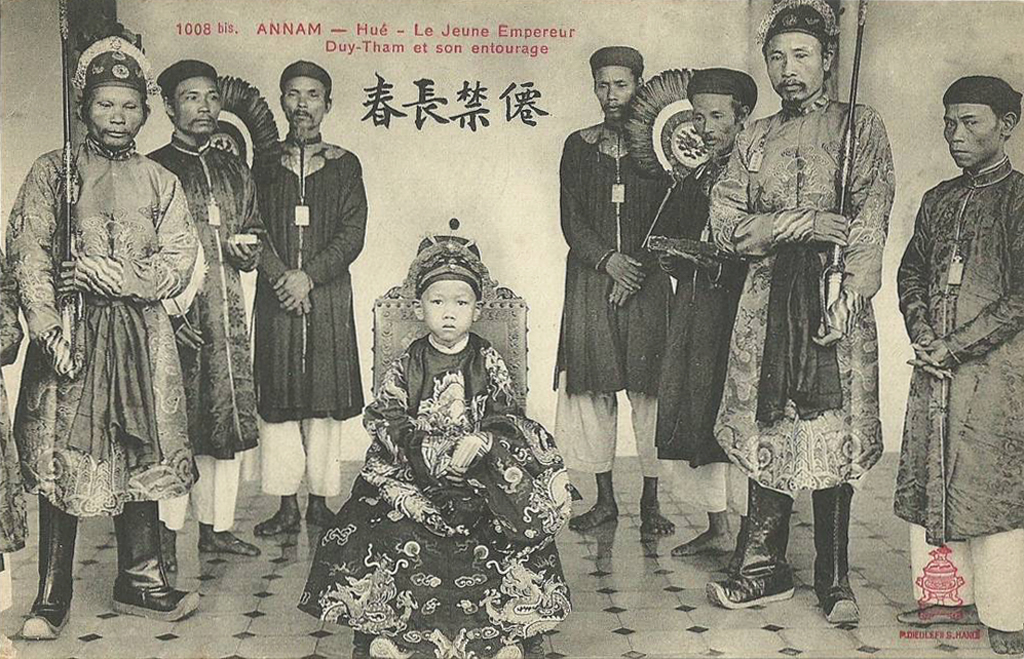
Vua Duy Tân và các quan hầu cận phía sau, nghi vệ có hai thanh gươm và hai cây quạt lông

Quạt tay là một vật dẹp và nhẹ để người dùng cầm trên tay mà phe phẩy, đưa đẩy hơi gió.
Quạt nhỏ thì dùng cho mát. Quạt lớn có công dụng nghi lễ hay sản xuất như quạt thóc. Nghi vệ rước kiệu thờ thần hay biểu lộ uy quyền vua quan thời phong kiến Việt Nam cũng đều dùng quạt, không nhất thiết để đẩy luồng gió mà chỉ tăng phần long trọng.
Theo Vân đài loại ngữ thì thuở trước người Việt dùng quạt lông bằng lông chim và quạt bồ quỳ, tức quạt làm bằng lá gồi (cọ bầu). Quạt xếp thì đến thế kỷ 10 mới xuất hiện, gọi là quạt tập diệp.
Giáo sĩ Christoforo Borri ghi lại năm 1621 là người Việt, cả nam lẫn nữ hay cầm quạt như một vật trang phục.

## Quạt xếp

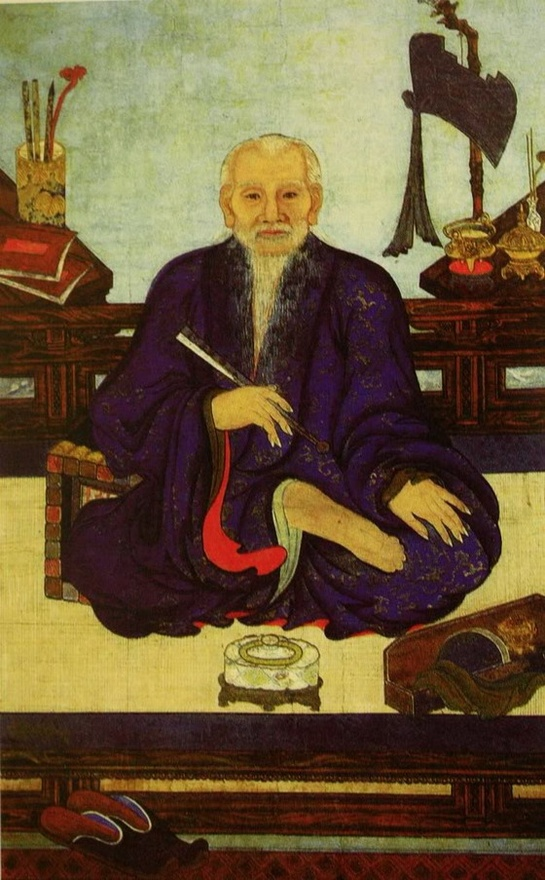
Tranh thờ quan Tham tụng, Thượng thư bộ Lễ thời Lê Trung hưng Nguyễn Quý Kính (1693-1766), ngồi xếp bằng tròn, tay cầm quạt xếp

Quạt xếp có thể làm bằng giấy với nan tre hoặc bằng vải hay lụa với nan gỗ, dễ dàng mang đi đường nhờ thiết kế có thể xếp gọn lại thành một thỏi. Khi xòe ra thì hình gần như tam giác. Một đầu các nan quạt đính lại với nhau bằng một cái ghim, gọi là nhài quạt. Đầu kia có thể xòe ra, mở các nan quạt cho lớp giấy hoặc vải căng ra, tạo bề mặt để phe phẩy mà đẩy gió. Quạt xếp xuất phát từ Nhật Bản, đến thế kỷ 9 thì lan sang Triều Tiên, Trung Hoa và Á Đông nói chung.
Nhà quyền quý thì còn xài sang những loại quạt xếp có nan bằng sừng, xương, mai đồi mồi, ngà voi và gỗ quý như gỗ bạch đàn, gỗ trầm.
Quạt xếp người Việt dùng ngày xưa có nhiều cỡ. Nhỏ thì là quạt con. Lớn hơn thì loại quạt dài khoảng một thước ta (40 cm) nên gọi là quạt thước.

## Quạt phiến, quạt không xếp
Quạt phiến khác quạt xếp là giữ nguyên một dạng dẹp, làm bằng vật liệu nhẹ như mo cau, giấy, lá cây hay lông chim,... Nếu làm bằng giang, tre thì vót mỏng thành lạt rồi đan lại thành một mảnh dẹp. Ở Việt Nam, vùng Thạch Thất có truyền thống đan quạt đã lâu đời, nhưng ngành thủ công này đòi hỏi nhiều thì giờ nên số người đan quạt từ thập niên 1990 trở đi ngày càng ít mặc dù đã có cải tiến về kỹ thuật và mẫu mã để thích ứng với thị trường.
Quạt mo là loại quạt đơn giản nhất, cắt thẳng từ mo cau đã phơi khô rồi ép dẹp cho khỏi vênh. Quạt mo gắn bó với cái chất phác giản dị của miền quê Việt Nam như trong ca dao
"Thằng Bờm có cái quạt mo,
Phú ông xin đổi ba bò chín trâu..."
Quạt nan cũng là loại quạt dân giả, tạo bằng một thanh tre thẳng rồi đan thêm một mảnh hình bán nguyệt bằng lạt giang. Dạng quạt này coi như một đặc trưng của người Việt.
Lạt cây giang (Maclurochloa tonkinensis) cũng được dùng đan thành loại quạt có hình dạng như lá cây đề nên gọi là quạt lá đề. Lá gồi tước ra rồi đan lại thành một phiến tròn thì gọi là quạt lá sen. Kiểu cách hơn là quạt ba tiêu, đan bằng tre, hình dạng quạt như thùng đàn ghi ta. Quạt này xuất phát từ Trung Hoa.

## Văn hóa

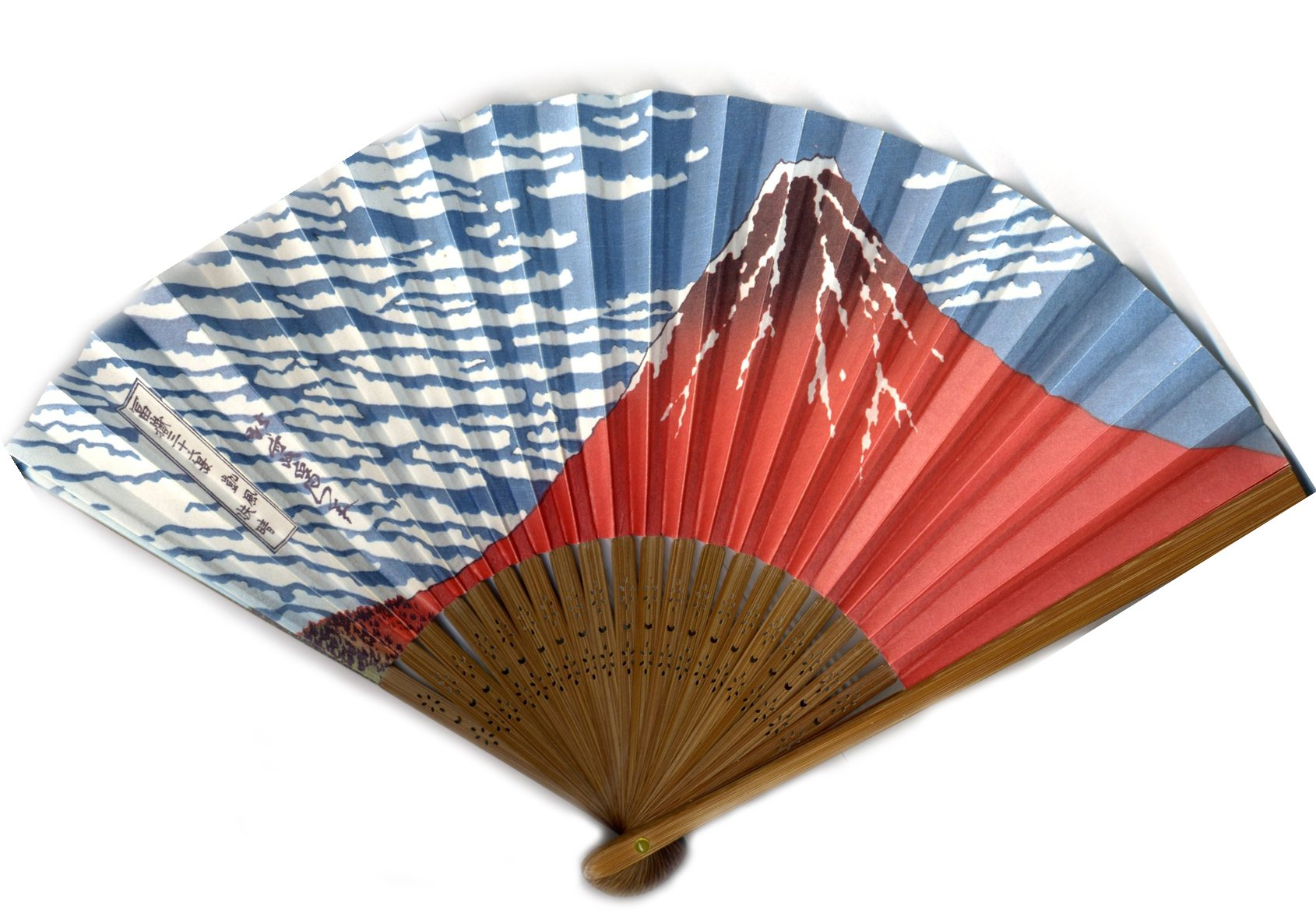
Cây quạt xếp của Nhật Bản mở xòe nan quạt; mặt quạt hoạ tranh vẽ núi Phú Sĩ

Ngoài tác dụng thực tế, quạt xếp cũng là món hàng lưu niệm để đề thơ, vẽ cảnh. Thời hiện đại quạt xếp cũng như quạt phiến còn dùng làm vật quảng cáo, cổ vũ, quà tặng để phổ biến tên hiệu trên thương trường bằng cách in logo trên mặt quạt. Vì sẵn có mặt rộng để minh họa, cây quạt đã biến thành vật mỹ thuật dùng trang trí trong nhà, có thể treo lên vách như tranh hoặc gác trên giá gỗ đặt trên bàn.
Một số vũ điệu cũng dùng quạt xếp như vũ điệu tamia tadik của người Chàm.
Trong thi ca Việt Nam cũng nhắc đến cây quạt như bài thơ ngắn trào phúng vịnh chiếc quạt xếp của Bà Chúa thơ Nôm Hồ Xuân Hương.
Nhà thơ Vương Trọng có bài thơ "Gió từ tay mẹ" sáng tác năm 1974 gắn liền cây quạt với tình mẹ.
Ca dao, đồng dao thì vẫn lưu truyền "Thằng Bờm có cái quạt mo, Phú ông xin đổi ba bò chín trâu..."